# 3 µm
3 µm (ou encore 3 000 nm) est l'évolution du procédé de fabrication des semi-conducteurs précédent à 10 µm. Cette technologie des semi-conducteurs a été atteinte en 1975 par les sociétés de semi-conducteurs, comme Intel.
Le successeur de ce procédé utilise une largeur de canal de 1.5 µm.

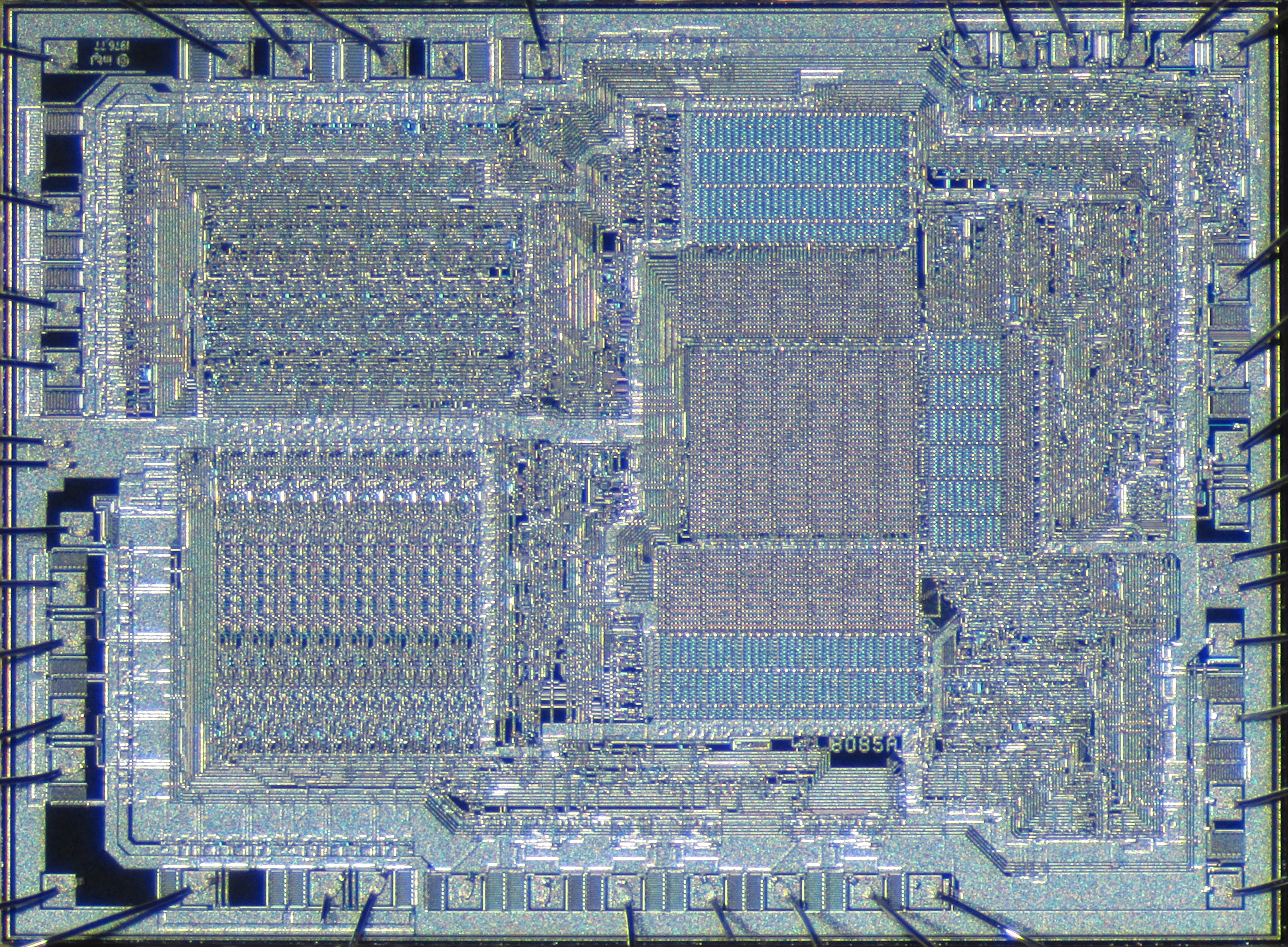
Vue du die d'un microprocesseur Intel 8085A.

## Produits fabriqués avec un procédé à 3 µm
- CPU Intel 8085 lancé en 1975
- CPU Intel 8088 lancé en 1979